# Órgano de cámara

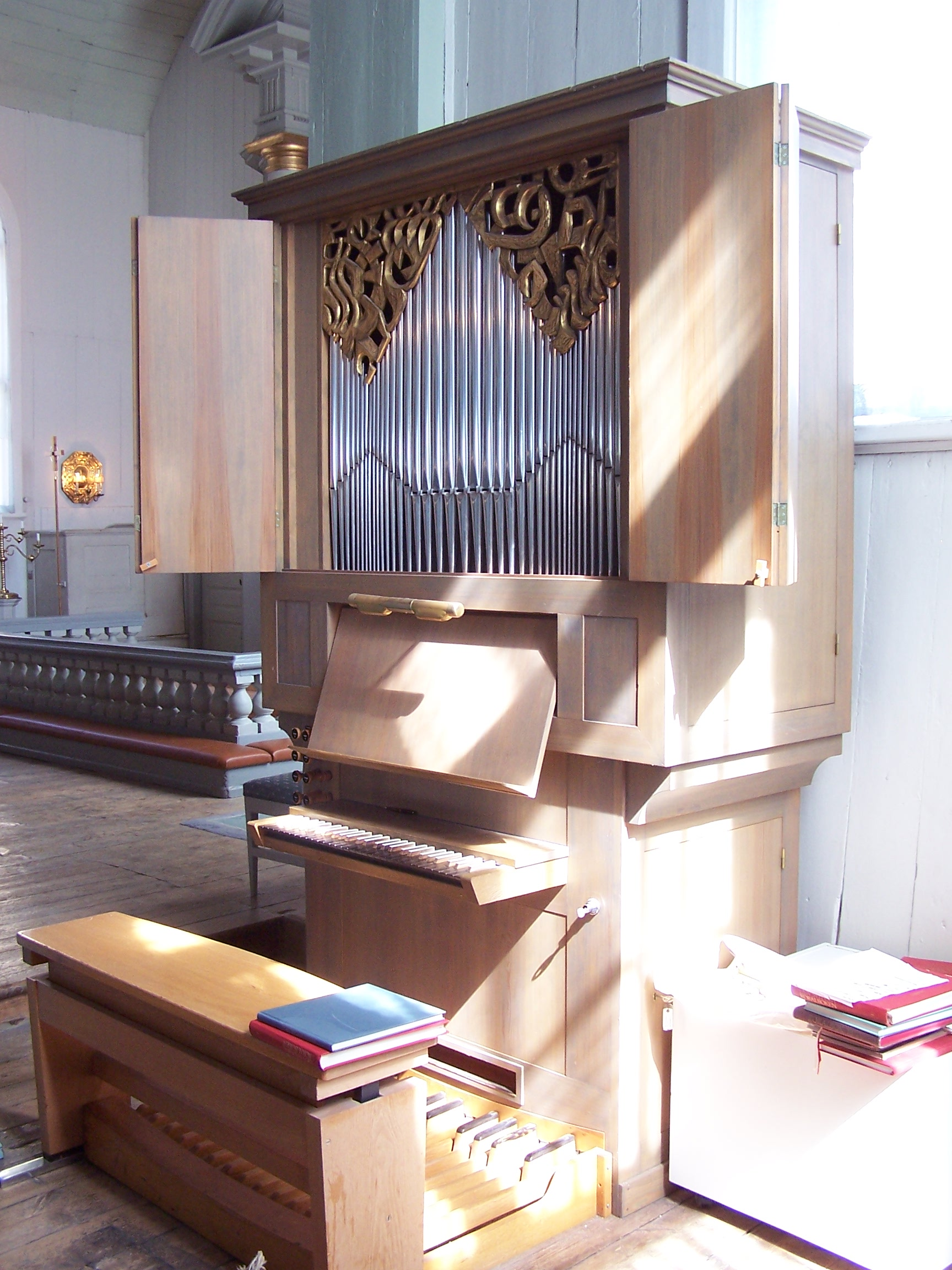
Órgano de cámara.

El órgano de cámara es un pequeño órgano, perteneciente a la familia de los instrumentos de teclado, adecuado para el uso en los salones privados. 
Habitualmente se usa este término para referirse a los instrumentos formados por cajas verticales con puertas que pueden cerrarse para ocultar los tubos cuando no se utilizan. Esta denominación se debe a la colocación del intérprete en el lado por donde se expande el sonido, de modo contrario a lo que es normal en el órgano de mayor tamaño. 
Los instrumentos antiguos se basaban en un diapasón de aproximadamente dos metros y medio de alto con un juego completo de pequeñas lengüetas. Algunos tenían registros partidos, con lo que la melodía podía acompañarse por un bajo de diferente registro con el mismo teclado. Los órganos de cámara modernos pueden tener dos teclados completos más el pedalero.
Este tipo de instrumentos normalmente no suelen pasar de 10 registros. Un ejemplo de disposición barroca podría ser la siguiente:
Manual I
- Violón 8'
- Octava 4'
- Quincena 2'
- Diecinovena 1 1/3'

Manual II
- Quintatón 8'
- Espigueta 4'
- Regalía 8’

Pedal
- Bordón 16'